# Голендри-Стшелецькі
Голендри-Стшелецькі (пол. Holendry Strzeleckie) — село в Польщі, у гміні Стшельці Кутновського повіту Лодзинського воєводства.
У 1975-1998 роках село належало до Плоцького воєводства.